# Guazuma ulmifolia
Guazuma ulmifolia är en malvaväxtart som beskrevs av Jean-Baptiste de Lamarck. Guazuma ulmifolia ingår i släktet Guazuma och familjen malvaväxter.

## Underarter
Arten delas in i följande underarter:
- G. u. parvifolia
- G. u. tomentella

## Bildgalleri

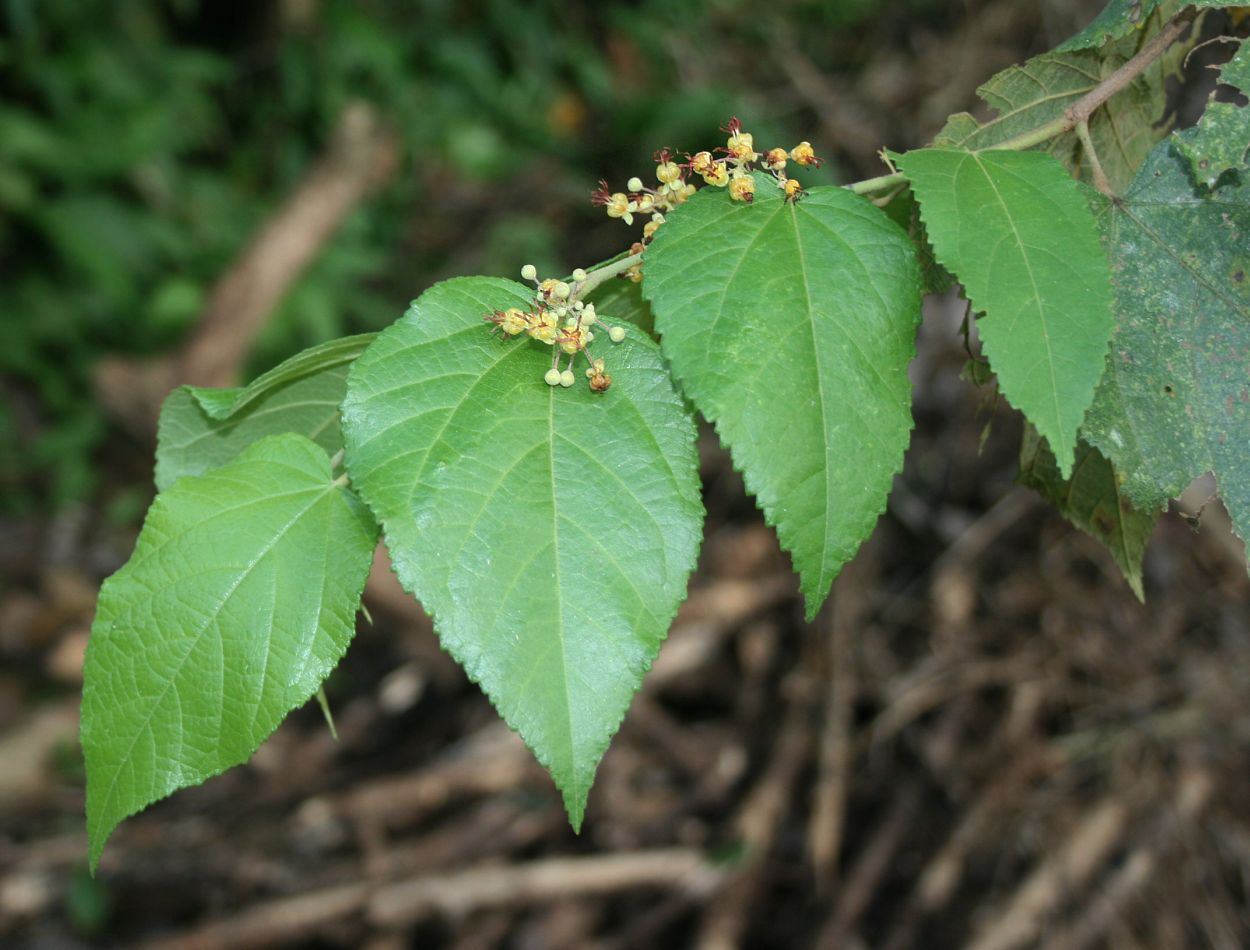
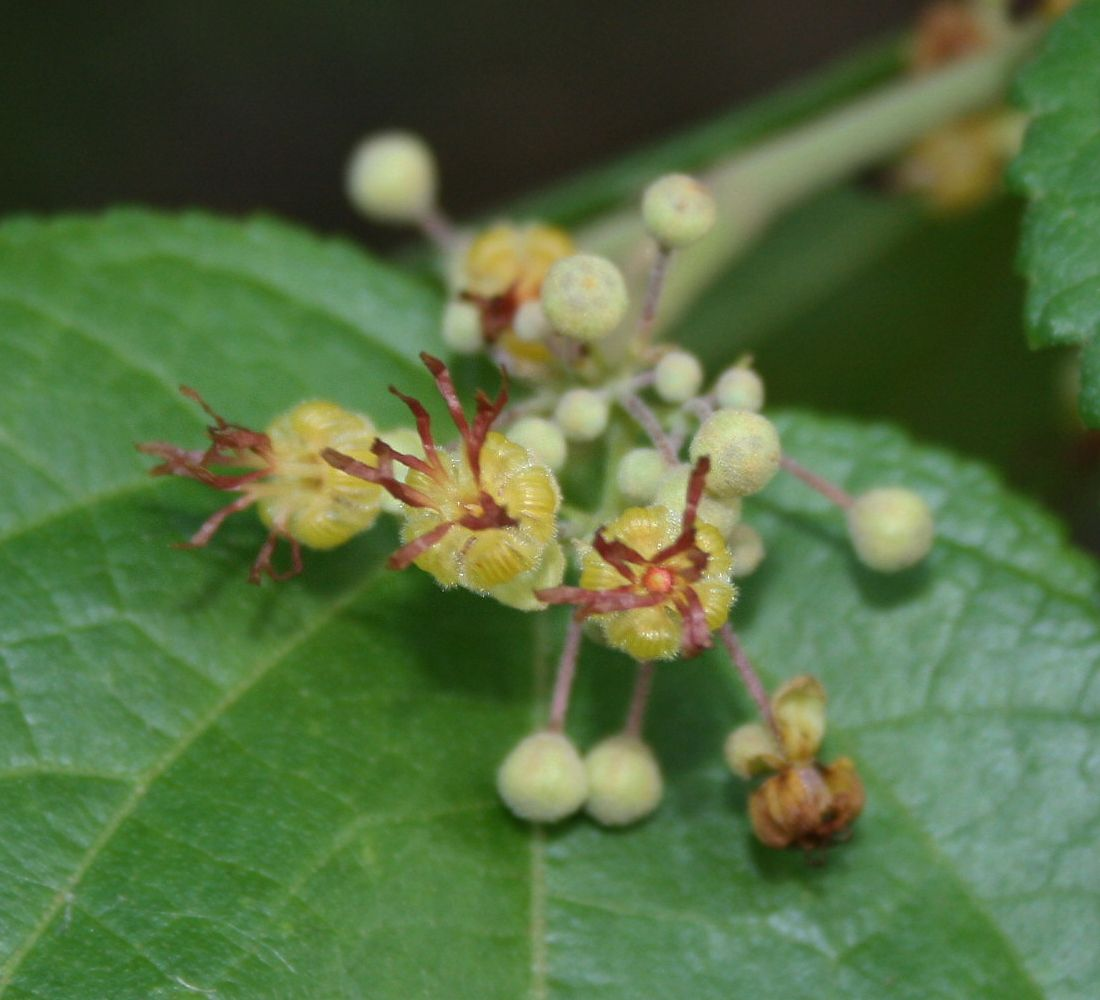
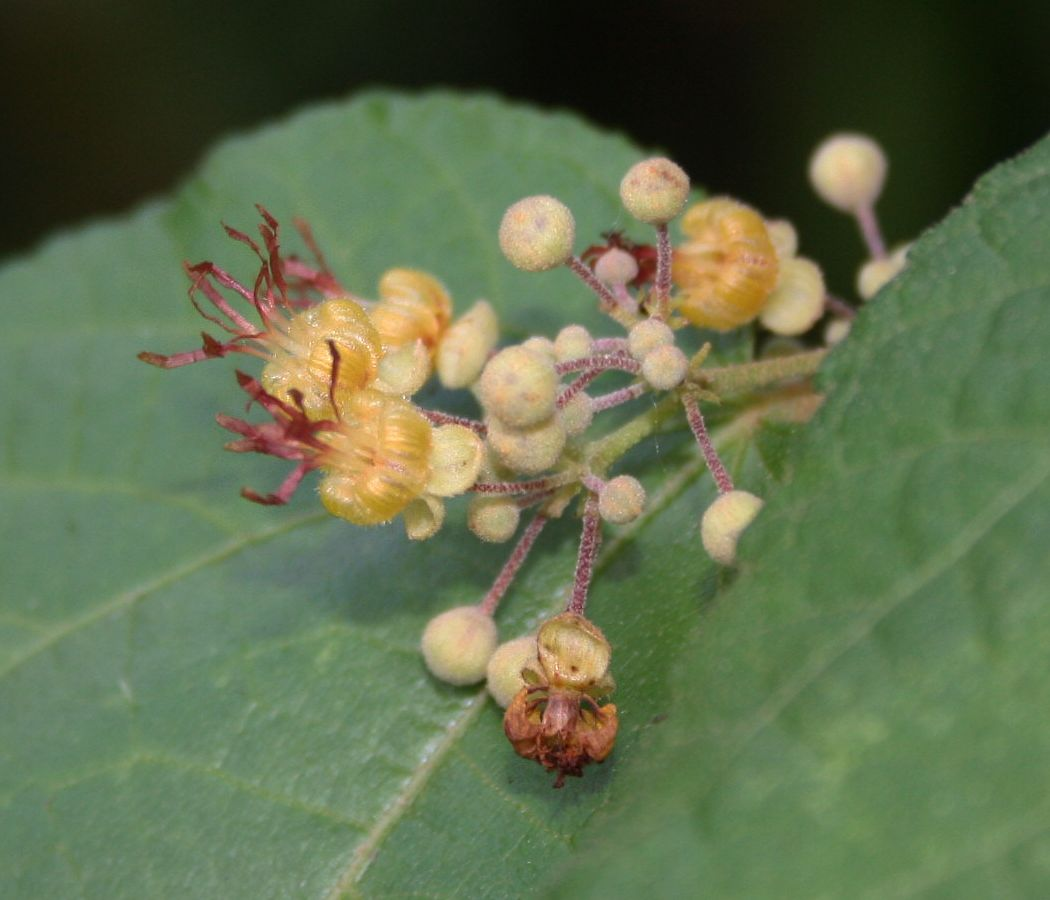
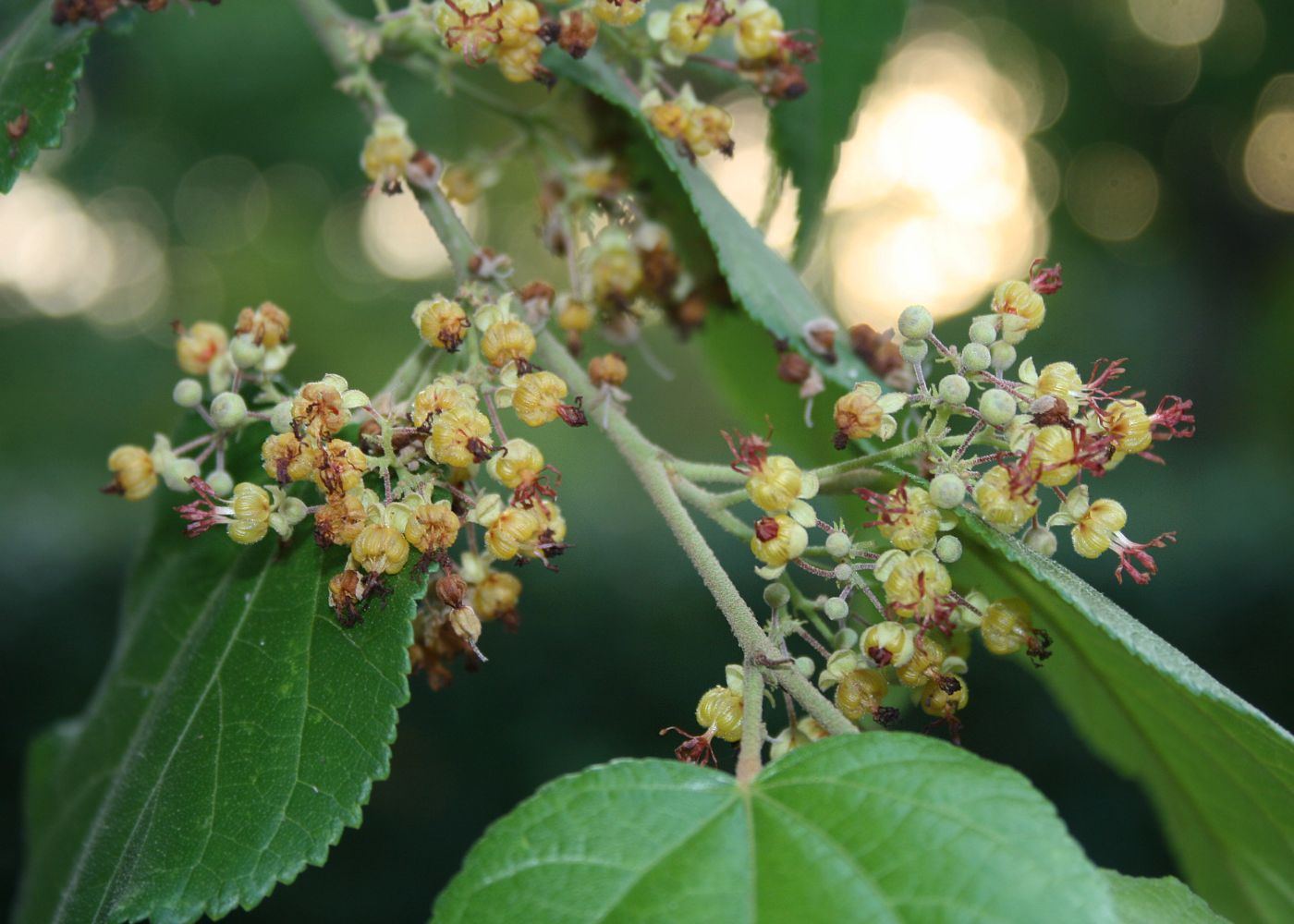
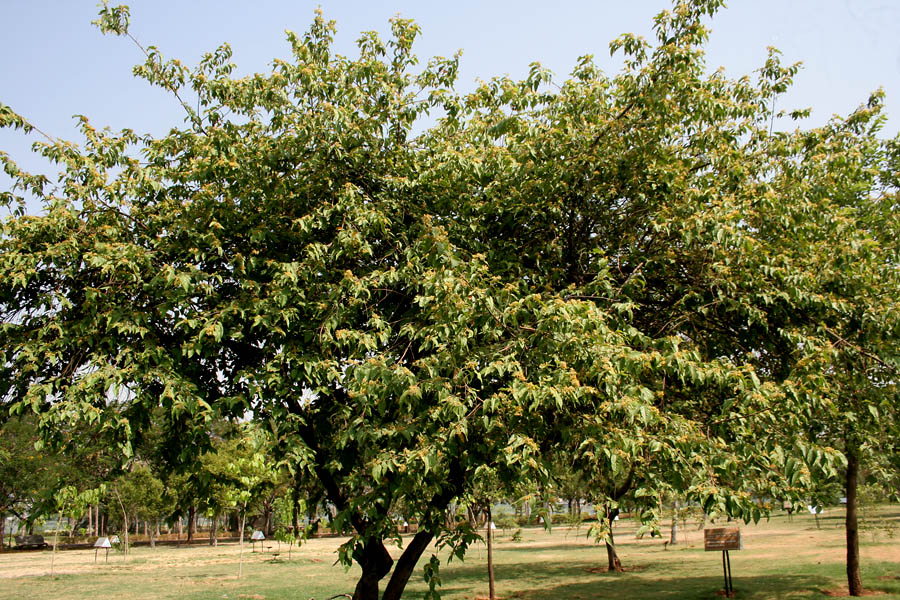
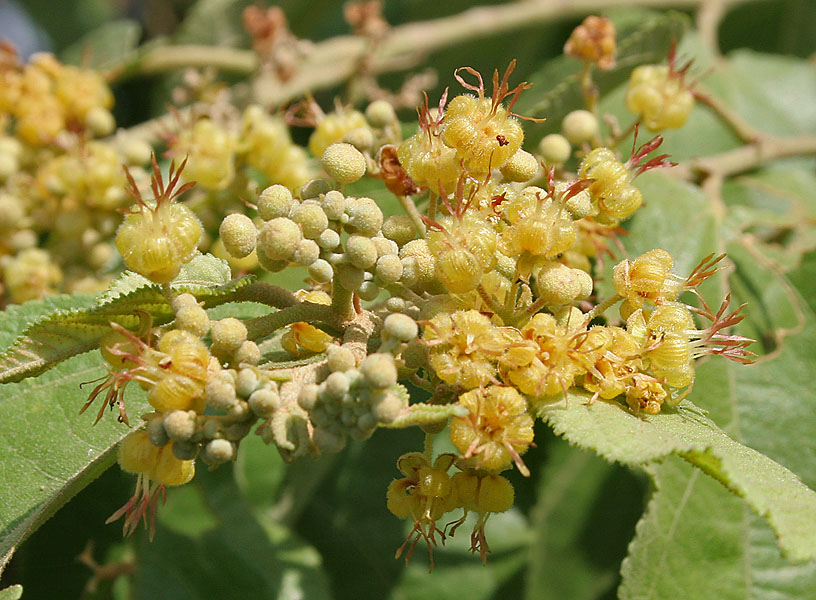